# Castilleja integra
Castilleja integra är en snyltrotsväxtart som beskrevs av Asa Gray. Castilleja integra ingår i släktet målarborstar, och familjen snyltrotsväxter. Utöver nominatformen finns också underarten C. i. gloriosa.

## Bildgalleri

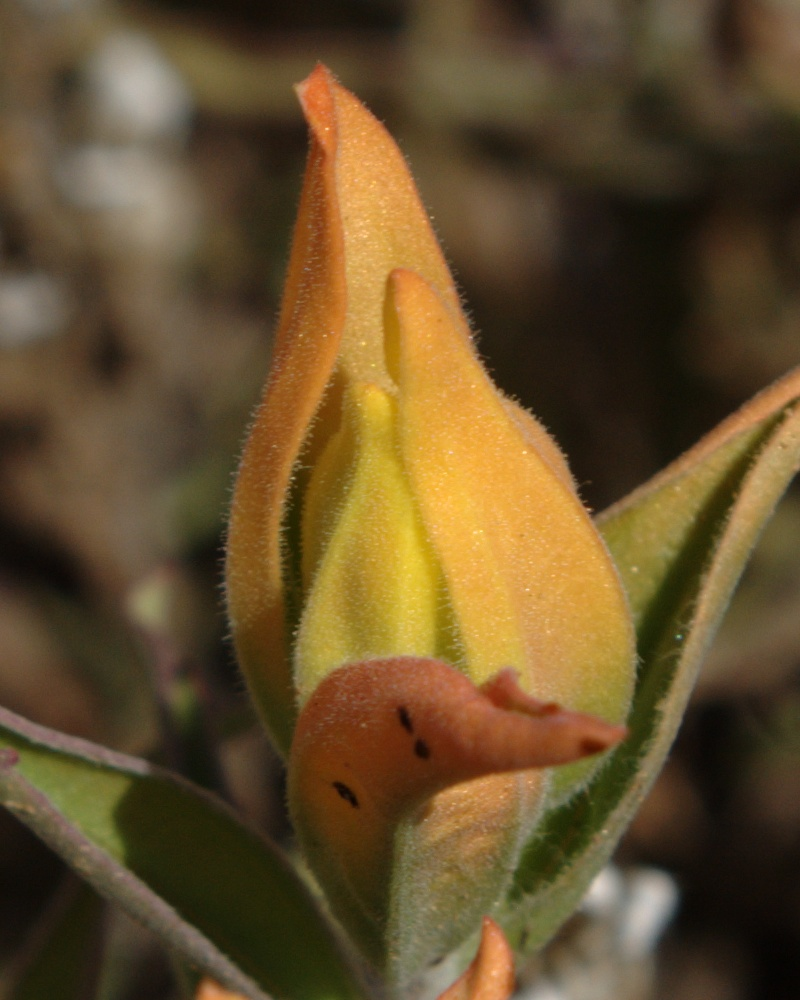
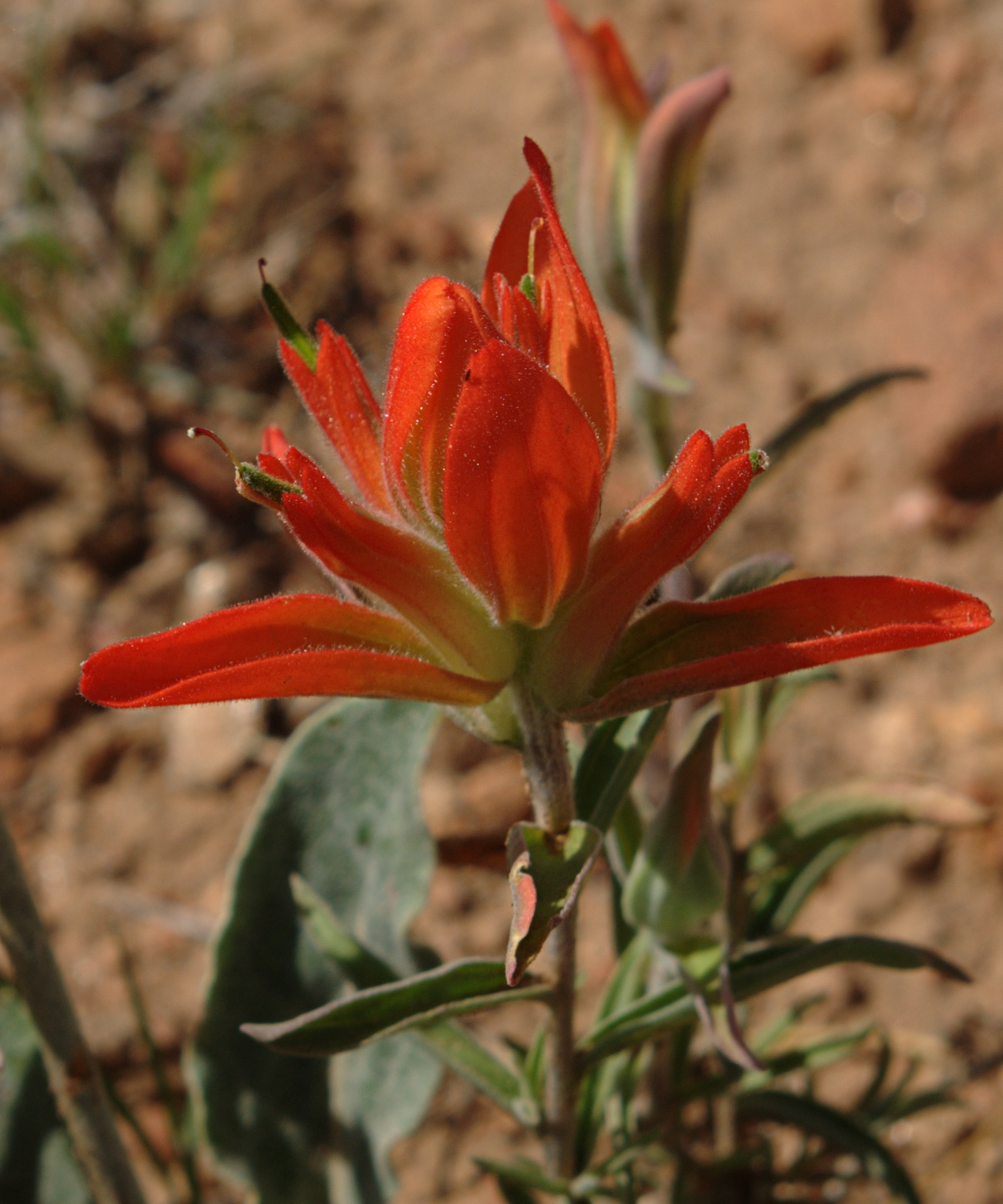
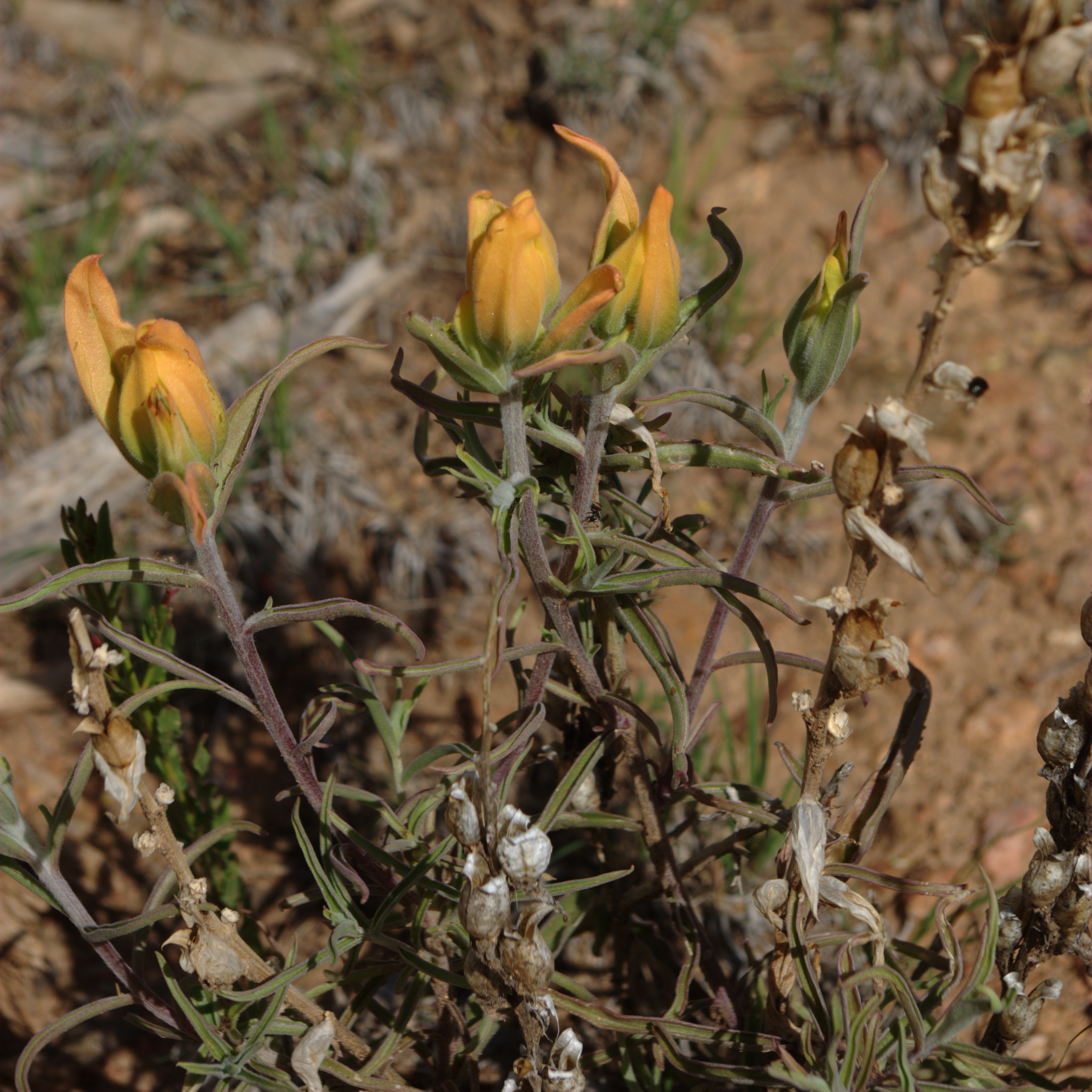
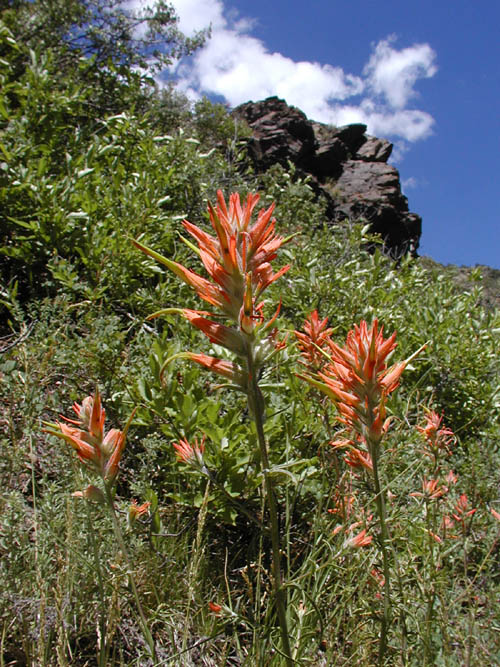